# 佐々木啓太

佐々木 啓太（ささき けいた、1969年 - ）は、日本の写真家である。
『街角写真家』という肩書きをつけて活動中。雑誌での執筆をこなしながら作品作りに励んでいる。[1]

## 経歴
- 1969年：兵庫県生まれ
- 1987年：広島市立舟入高等学校卒業
- 1990年：日本写真芸術専門学校を卒業後、貸スタジオ勤務、写真家のアシスタント生活を経て独立。[2]

## 主な写真展
- 2009年：「なにげない風景」日本橋なんわギャラリー（東京）
- 2010年：「路地」代官山　Space K 代官山（東京）
- 2012年：「街の横顔」monochrome キャノンギャラリー（東京・大阪・福岡・仙台）
- 2013年：「東京写真日和」Gallery&Cafe 赤坂 Jalona（東京）
- 2015年：「故郷（ふるさと）懐かしく感じた場所」オリンパスギャラリー（東京・大阪）
- 2018年：「原宿/５０」 ピクトリコ ショップ＆ギャラリー表参道 GALLERY2

## 主な著作
- 「フォトグラファーが教えるオリンパスOM-D E-M5 撮影スタイルBOOK」(Books for Art and Photography)（2012、技術評論社